# اقلیما (فیلم)
اقلیما نام فیلمی ایرانی در ژانر وحشت و جنایی ساختهٔ محمدمهدی عسگرپور است، که در سال ۱۳۸۵ ساخته شده و یک سال بعد اکران گردید. اقلیما دو پایان بندی متفاوت دارد.

## داستان فیلم
زنی به شوهر خود مشکوک شده. او فکر می‌کند همسرش به وی خیانت کرده‌ است، ولی …

## بازیگران
- پانته‌آ بهرام
- حسین یاری
- احمد مهران‌فر
- هنگامه قاضیانی
- فرناز رهنما
- شاهروخ فروتنیان
- احسان امانی

## جوایز
- کاندید سیمرغ بلورین بهترین کارگردانی (محمدمهدی عسگرپور)

[دوره ۲۵ جشنواره فیلم فجر (مسابقه سینمای ایران) - سال ۱۳۸۵]